# بیلی اسمیت (بازیکن فوتبال، زاده ۱۹۰۰)
بیلی اسمیت (انگلیسی: Billy Smith؛ زادهٔ ۱۹ نوامبر ۱۹۰۰) بازیکن فوتبال اهل بریتانیا است.
از باشگاه‌هایی که در آن بازی کرده‌است می‌توان به باشگاه فوتبال هادرزفیلد تاون، باشگاه فوتبال هارتل پول یونایتد، و باشگاه فوتبال روچدیل اشاره کرد.